# Trichothelium thaxteri
Trichothelium thaxteri är en lavart som först beskrevs av R. Sant., och fick sitt nu gällande namn av R. C. Harris. Trichothelium thaxteri ingår i släktet Trichothelium och familjen Porinaceae.   Inga underarter finns listade i Catalogue of Life.